# 브라이트 아이스
브라이트 아이스(Bright Eyes)는 미국의 록 밴드이다.